# Жосалы (Актюбинская область)
Жосалы (каз. Жосалы) — село в Каргалинском районе Актюбинской области Казахстана. Административный центр Кемпирсайского сельского округа. Код КАТО — 154053100.

## Население
В 1999 году население села составляло 689 человек (350 мужчин и 339 женщин). По данным переписи 2009 года, в селе проживал 631 человек (323 мужчины и 308 женщин).